# モーリス・ルネ・フレシェ
モーリス・ルネ・フレシェ（Maurice René Fréchet、1878年9月2日 - 1973年6月4日）はフランスの数学者。点集合トポロジー（位相空間論）に多大な貢献をし、また距離空間の概念をきちんとした形で導入した。また、微分積分学同様に統計学および確率論の分野にもいくつかの重要な貢献を為している。フレシェの博士論文は距離空間上の汎函数論を拓くものであり、また彼はそこでコンパクト性の概念を導入している。リースとは独立に、ルベーグ自乗可積分函数の空間 L2 の表現定理を発見した。

## 経歴

### 若年期
フレシェはヨンヌ県マリニーのプロテスタントの家庭にジャックとゾエの子として生まれた。フレシェが生まれたときには、フレシェの父親はマリニーのプロテスタント孤児院の院長であり、フレシェの青年時代後半にはプロテスタント学校の校長にまで任ぜられた人である。しかし新たに打ち建てられた第三共和政は宗教教育に感心せず、それゆえに全ての教育が宗教に関係のない世俗的なものとなるような法まで制定するに至って、フレシェの父親も職を追われた。稼ぎを得るため、フレシェの母親はパリで外国人のための寄宿舎を営んだ。のちに父親も世俗的教育システムの中で新たに教職を得ることができている。しかしそれは校長職ではなかったし、余裕をもてるほどの高い生活水準は望むべくもなかった。
フレシェはパリにあるビュフォン高校 (Lycée Buffon) で中等教育を受け、そこでジャック・アダマールに師事して数学を学んだ。若きフレシェの才能を見出したアダマールは個人的にフレシェの家庭教師を買って出る。アダマールは1894年にボルドー大学へ異動となった後も継続してフレシェへ書簡を送り、フレシェに数学の問題を与え、またフレシェの誤りについて厳しい批評を加えた。後にフレシェは、正直なところ問題を解くことができない恐怖に襲われる日々が続くこともあったが、それでもなおアダマールとの特別な関係とそれを味わう機会に恵まれたことには大変感謝していると認めている。
高校を卒業後、フレシェは要請を受けて兵役に就く。このときフレシェは数学をとるか物理をとるかを決めなければならなかったが、化学のクラスがほかのなによりも嫌いであったことでフレシェは数学を選んだ。そして1900年、数学を研究するため高等師範学校へ進学した。
フレシェが結果を出すのは極めて早く、1903年には4つの論文を発表している。フレシェはパリでエドウィン・ウィルソンらアメリカ人数学者との親交があったため、初期の論文の一部はアメリカ数学会 (AMS) から出されている。

### 中年期
フレシェは数多くの機関で数学者としての経歴を重ねていた。1907年から1908年までブザンソンの高校に数学教員として勤め、1908年にナントの高校へ移って一年を過ごす。その後、1910年から1919年までの間ポワチエ大学に勤務した。
1908年にフレシェはスザンヌ・カリーヴ (Suzanne Carive) と結婚し、エレン (Hélène)、アンリ (Henri)、デュニス (Denise)、アレン (Alain) の四子を儲ける。

### 第一次世界大戦
アメリカ合衆国のイリノイ大学で一年を過ごすことを考えていたフレシェは、しかし1914年に勃発した第一次世界大戦によってその計画の断念を余儀なくされた。フレシェは同年8月4日に動員され、母が外国人向け寄宿舎を営んでいたときに培った多彩な語学力を買われて、イギリス陸軍に対する通訳官を務めた。しかしそれは安全な仕事ではなく、フレシェは二年半の間前線のすぐ近くで過ごすことになる。フランス平等主義の考えに基づいて非常に多くの学者が動員されて塹壕での任務に就き、その多くが戦時中に命を落とした。そのような状況下にあってなお、従軍中のフレシェが、数学の研究に割くことができる時間など殆どなかったにもかかわらず、いくつもの最先端の数学論文をなんとか出すことができていたというのは、注目に値する。

### 戦後
第一次大戦の後、フレシェは大学再興の為にストラスブールへ移り、そこで高次解析の教授と数学会の代表を務める。管理業務の重責もよそに、フレシェはふたたび品質の高い研究を多く送り出すことができた。
1928年にはボレルに背中を押されて、フレシェはパリに戻っている。パリにおいてもフレシェは、引退する1948年までさまざまな役職を務めぬいた。大きな業績を残したにもかかわらず、フランスにおけるフレシェの評価はあまり芳しいものではなかった。そのことを象徴するように、幾度となく推薦があったにもかかわらずフランス科学アカデミーのメンバーになかなか選出されず、78歳になって漸く選ばれている。
フレシェはエスペランティストであり、国際言語で書かれた論文がいくつか出されている。また、1950年から1953年に掛けて、エスペランティスト国際科学協会 Internacia Scienca Asocio Esperantista の代表も務めている。

## 主な業績
フレシェの最初の大きな仕事は、1906年に提出の図抜けた博士学位論文であった。論文の題目は "Sur quelques points du calcul fonctionnel" で、汎函数の微積分に関するものである。この論文でフレシェは距離空間の概念を導入している（ただし、距離空間 (metric space) の名称はハウスドルフによる）。フレシェによるこの抽象化は群論におけるそれと同様に、数学的対象の大きな集まりを公理系を用いて研究する手法を与えるほどのものである。その体系はそれゆえに非常に多くの具体的な場合に適用することができる。フレシェ はチェコの地理学者・人口統計学者・統計学者 Jaromír Korčák の論文 Deux types fondamentaux de distribution statistique の内容を推し進めた。
フレシェの重要な業績を時系列に挙げておく。
- Sur les opérations linéaires I-III, 1904-1907 「線型作用素について」
- Les Espaces abstraits, 1928 「抽象空間論」
  - 邦訳"抽象空間論 現代数学の系譜  斎藤正彦森毅杉浦光夫訳・解説・討論 共立出版  1987"
- Recherches théoriques modernes sur la théorie des probabilités, 1937-1938 「確率論の現代理論的研究」
- Les Probabilités associées à un système d'événements compatibles et dépendants, 1939-1943 (The Probabilities Associated with a System of Compatible and Dependent Events)
- Pages choisies d'analyse générale, 1953 「一般解析学選」
- Les Mathématiques et le concret, 1955 「数学とコンクリート」